# Kwantum-hall-effect
Het kwantum-hall-effect (QHE) is de kwantummechanische versie van het klassieke hall-effect, waargenomen in tweedimensionale elektronsystemen wanneer deze onderworpen worden aan extreem lage temperaturen en sterk magnetische velden. Hierbij ondergaat de hall-geleiding (σH) bepaalde (kwantum) hall-overgangen en neemt deze gekwantiseerde waarden aan.
{\displaystyle \sigma _{H}={\frac {I_{\text{channel}}}{V_{\text{hall}}}}=\nu \;{\frac {e^{2}}{h}},}
Hierbij is Ichannel de kanaalstroom, Vhall de hall-spanning, e de elementaire lading en h de constante van Planck. De prefactor (of vulfactor) v kan ofwel een natuurlijk getal zijn (ν = 1, 2, 3) of gebroken (ν = 1/3, 2/5, 3/7, etc). Afhankelijk of v een natuurlijk of een gebroken getal is spreken we van heeltallig of fractioneel kwantum-hall-effect.

## Heeltallig kwantum-hall-effect

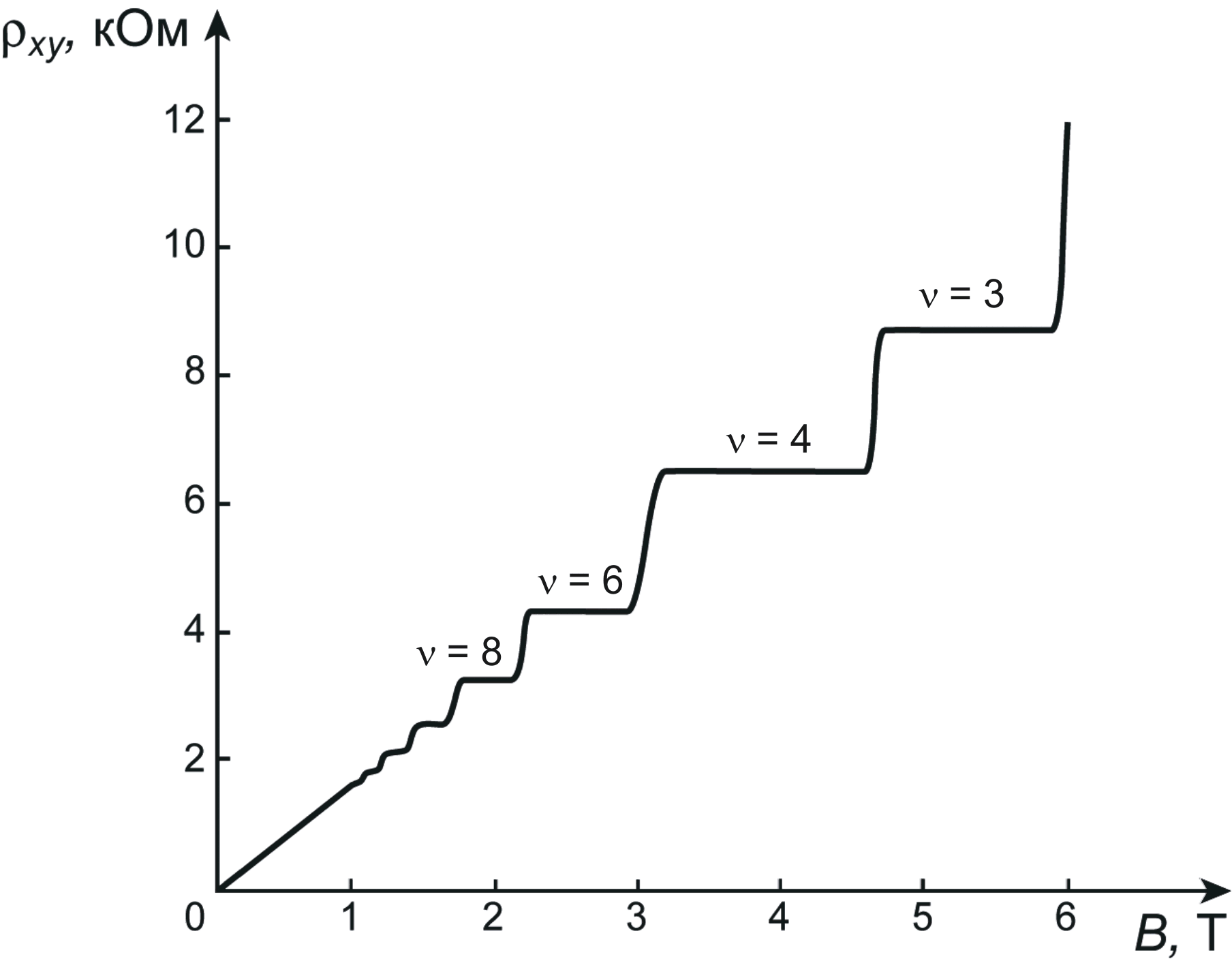
Hall-weerstand ρ_{xy} in kΩ bij lage temperaturen uitgezet tegen de magnetische inductie B in tesla.

Het kwantum-hall-effect werd voor het eerst in 1980 gemeten door de Duitse fysicus Klaus von Klitzing toen hij promovendus was op het Grenoble High Magnetic Field Laboratory. Hierbij maakte hij gebruik van een speciaal gefabriceerde halfgeleiderconfiguratie waarin elektronen alleen in twee dimensies kunnen bewegen. Afgekoeld tot een temperatuur onder de 4 kelvin met vloeibaar helium en geplaatst in een krachtig magneetveld loodrecht op het oppervlak nam Klitzing waar dat de hall-weerstand niet lineair varieerde met het magnetisch veld maar in discrete stappen.
Deze stappen (eigenlijk plateaus) waarin de hall-geleiding veranderde bleken exact gekwantiseerd te zijn, ofwel de hall-geleiding was een geheel aantal malen (ν = 1, 2, 3...) × e²/h. Voor deze ontdekking ontving Klitzing niet alleen Nobelprijs voor Natuurkunde, het opende ook een geheel nieuw onderzoeksgebied van de kwantumfysica.
Het belangrijkste is dat de hall-weerstand niet beïnvloed wordt door het aantal elektronen of eigenschappen van het materiaal maar uitgedrukt kan worden in slechts twee natuurconstanten: de constante van Planck en de lading van het elektron in het kwadraat. Dit maakte het mogelijk om een geheel nieuwe internationale standaard te definiëren van de ohm, de eenheid van elektrische weerstand: de vonklitzingconstante RK = h/e² = 25.812,8074448(86) Ω. Deze waarde kan met een nauwkeurigheid van 10−12 (een biljoenste) gemeten worden.

### Semi-klassieke verklaring
Het effect kan alleen begrepen worden als men de wetten van de kwantummechanica accepteert over hoe individuele elektronen zich gedragen in een sterk magnetisch veld. Bij lage temperaturen gaan elektronen koppels vormen die stevig met elkaar verbonden zijn. Onder invloed van een uitwendig magnetisch veld B bewegen de elektronenkoppels (eigenlijk quasideeltjes) in cirkelbanen in een vlak loodrecht op het veld. Net als bij de banen in het atoommodel van Bohr kunnen echter alleen bepaalde cirkelbanen voorkomen. Deze discrete banen komen overeen met bepaalde energiewaarden die evenredig zijn met de sterke van het magnetisch veld. Deze energiewaarden, landauniveaus genoemd, zijn gekwantiseerd, daar ze een discrete ladder vormen met 'energiehiaten' van gelijke niveaus.

## Fractionele kwantum-hall-effect
Naast het heeltallige kwantum-hall-effect werd in 1982 bij Bell Labs een andere bijzondere vorm van hall-geleiding ontdekt bij nog lagere temperaturen (0,02 K) en een magneetveld tot aan 30 tesla. In een door Art Gossand vervaardigde halfgeleiderpreparaat van GaAs en AlxGaAs ontdekten Horst Ludwig Störmer en Daniel Chee Tsui dat er niet alleen plateaus bij gehele waarden van de vulfactor ontstaan maar ook bij (eenvoudige) breuken, bijvoorbeeld 1/3, 2/3, 2/5, 3/5, 3/7, 4/7, etc.
Het vulgetal bij het fractionele kwantum-hall-effect wordt bepaald met de volgende formule:
{\displaystyle \nu =n/(2n\pm 1)}
In 1988 ontvingen Störmer en Tsui, samen met Robert Laughlin, de Nobelprijs voor de ontdekking en verklaring van het fractionele kwantum-hall-effect.